# Sinfonia n. 18 (Mozart)

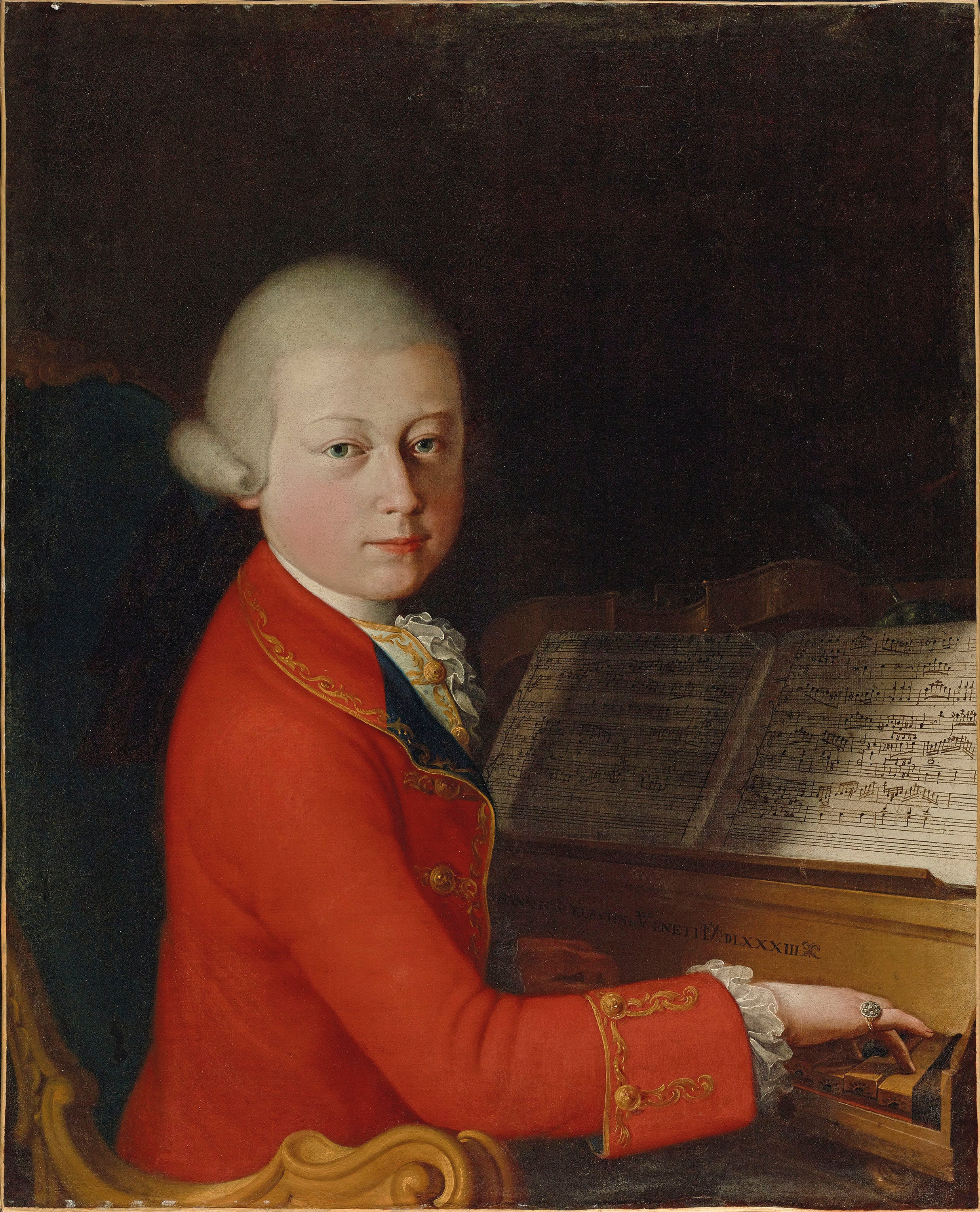
Wolfgang Amadeus Mozart nel 1770.

La sinfonia n. 18 in Fa maggiore K 130 è una composizione di Wolfgang Amadeus Mozart completata a Salisburgo nel maggio 1772.

## Storia

### Contesto
La carriera di Mozart come sinfonista era iniziata a Londra durante la grande tournée europea della famiglia Mozart fra il giugno 1763 e il novembre 1766. Il padre, Leopold, aveva pianificato il viaggio per esibire il talento dei propri figli, Wolfgang e Maria Anna, presso le principali corti europee. In questo periodo Wolfgang venne a contatto con le principali tradizioni musicali europee (tedesca, britannica, francese e italiana) e realizzò le sue prime sinfonie, che si ponevano nel solco delle composizioni in tre movimenti all'italiana in stile galante di Carl Friedrich Abel e di Johann Christian Bach. Inoltre, ascoltò anche le sinfonie di altri compositori come Thomas Arne, William Boyce e Giuseppe Sammartini.
In seguito, Leopold e i suoi figli trascorsero diversi mesi nel 1768 a Vienna durante i quali Wolfgang adattò il proprio stile ai gusti del pubblico viennese, adottando fra le varie cose la struttura della sinfonia in quattro movimenti. Wolfgang e suo padre Leopold fecero tre viaggi in Italia fra il dicembre 1769 e il maggio 1773. In questo periodo Wolfgang alternò i suoi viaggi con soggiorni a Salisburgo, durante i quali compose l'opera Mitridate, re di Ponto, oltre a diverse sinfonie influenzate dal gusto italiano. Nel 1772 e nel 1773 Mozart visse un periodo di entusiasmo per la scrittura sinfonica, componendo ogni anno sette nuove sinfonie (dalla n. 15 alla n. 27). Ridusse poi la sua attività in questo campo e, nei due anni successivi, apparvero solo tre nuove sinfonie (le n. 28, n. 29 e n. 30).

### Composizione
La sinfonia n. 18 venne completata fra il secondo e il terzo viaggio di Mozart in Italia. Da maggio ad agosto 1772 il compositore scrisse sei sinfonie, tutte in tonalità diverse (le n. 16, n. 17, n. 18, n. 19, n. 20 e n. 21). I musicologi ipotizzano che Mozart avesse voluto dare prova delle proprie capacità al suo nuovo datore di lavoro, il principe-arcivescovo Hieronymus von Colloredo, succeduto  il 14 marzo 1772 a Sigismund III von Schrattenbach alla guida del principato arcivescovile di Salisburgo, con una raccolta rappresentativa di sinfonie. Nelle collezioni realizzate a quell'epoca, infatti, era comune che le composizioni fossero raccolte in numero di sei e che fossero in tonalità diverse. Fra loro è possibile individuare alcune analogie:
- n. 16 e n. 17: le uniche in soli tre movimenti;
- n. 18 e n. 19: strumentazione con quattro corni e con trii insoliti;
- n. 20 e n. 21: nel primo movimento la ripresa inizia con il secondo tema;
- n. 18 e n. 21: utilizzano i flauti al posto dei consueti oboi.

In quel periodo anche Michael Haydn, fratello del più celebre Franz Joseph, eseguiva regolarmente proprie sinfonie presso la corte arcivescovile di Salisburgo. Forse Mozart, per questo lavoro (così come per la sinfonia n. 19), si ispirò alla preferenza di Haydn per le strumentazioni insolite, includendo quattro corni invece dei consueti due.

### Prima esecuzione e pubblicazione
La data e il luogo della prima esecuzione non sono noti. Il manoscritto autografo è conservato presso la Biblioteca di Stato di Berlino e può essere consultato online. La prima edizione a stampa fu pubblicata nel 1880 da Breitkopf & Härtel a Lipsia, che la stampò con il nome Wolfgang Amadeus Mozarts Werke, Serie VIII, No. 18.

## Strumentazione
La partitura è scritta per un'orchestra composta da:
- Archi: violino 1° e 2°, viola, violoncello/contrabbasso.
- Fiati: due flauti.
- Ottoni: quattro corni.

Rispetto ad altre sinfonie scritte da Mozart in questo periodo, la partitura è stravagante, prevedendo l'impiego di ben quattro corni e la presenza di flauti al posto dei consueti oboi. La partitura non prevede espressamente il fagotto e il clavicembalo ma, nelle orchestre dell'epoca, era prassi comune utilizzare questi due strumenti, se presenti, per rinforzare la linea del basso o come basso continuo, anche senza notazione separata.

## Struttura e analisi
La sinfonia è formata da quattro movimenti, coerentemente con i canoni del classicismo:
1. Allegro, in Fa maggiore, tempo C.
2. Andantino grazioso, in Si bemolle maggiore, tempo 3/8.
3. Minuetto, in Fa maggiore, tempo 3/4, e Trio, in Do maggiore, tempo 3/4.
4. Molto Allegro, in Fa maggiore, tempo C.

L'esecuzione integrale dura circa 20 minuti. 

### Allegro
Il primo movimento, Allegro, è composto in Fa maggiore, in tempo C, segue la forma-sonata e si apre con un tema discendente di carattere giocoso. Il movimento combina diversi stili: quello cameristico in apertura, quello galante nel secondo tema, quello drammatico alla fine del secondo tema e nella conclusione. Di seguito, l'incipit del movimento:

### Andantino grazioso
Il secondo movimento, Andantino grazioso, è composto in Si bemolle maggiore ed è in tempo 3/8. È caratterizzato da frasi irregolari  e da un'atmosfera vagamente pastorale. Secondo il musicologo A. Peter Brown si tratta della composizione di Mozart più completa realizzata fino ad allora, dove ogni frase acquisisce una propria individualità attraverso una combinazione diversa di suoni. Il momento maggiormente esemplificativo appare alla battuta 89, quando una coppia di corni raddoppia il primo e il secondo violino, creando un episodio molto innovativo per l'epoca. Sempre secondo Brown, questo movimento segnerebbe una pietra miliare nella crescita artistica di Mozart. Di seguito, l'incipit del movimento:

### MinuettoeTrio
Il terzo movimento, Minuetto e Trio, è in Fa maggiore, che diventa Do maggiore nel Trio, e il tempo è 3/4. Il minuetto è molto breve e ha carattere festoso. Il trio, invece, è permeato da una sonorità più intima. Di seguito, gli incipit di entrambi:

### Allegro
Il quarto e ultimo movimento, Allegro, riprende la tonalità iniziale di Fa maggiore e l'indicazione di tempo è C. Si tratta del movimento più lungo dell'intera sinfonia ed è anche il più vario, passando dal tema principale, mosso ma spensierato, a elementi più giocosi e persino umoristici. La scelta del tempo C, al posto dei più comuni 3/8, 2/4, 6/8 e 12/8, è inconsueta per un finale. L'aggiunta di "Molto" all'indicazione di tempo contribuisce a intensificare alcuni aspetti drammatici come l'accordo di sesta aumentata della transizione e il linguaggio armonico utilizzato nel secondo gruppo tematico. Di seguito, l'incipit del movimento: